# ST (репер)
Олександр Андрійович Степанов (нар.. 23 вересня 1988, Москва, СРСР), більш відомий під сценічним псевдонімом ST — російський реп-виконавець, колишній учасник об'єднання Phlatline, фіналіст першого сезону шоу «Битва за респект».
З 2011 по грудень 2013 разом з Dino MC 47 був ведучим програми RapInfo. Номінант Премії Муз-ТВ 2013 у категорії «Найкращий хіп-хоп проєкт».

## Біографія
Народився 1988 року в Москві. Свій перший запис зробив у 2003 році у складі групи Souljar's Family, до якої входили ST (на той момент $t Soulja), Shodi та Lil' Soulja. ST та Lil'Soulja навчалися в одному класі у школі № 711 ЗАТ м. Москви (район Дорогомилове).
У 2006 році його творчість привернула увагу Серьоги, глави лейблу KingRing, який відразу запропонував ST контракт з продюсерською компанією. Швидко завоювавши увагу та любов слухачів, репер почав виступати у найкращих клубах Москви, а також брав участь у багатьох масових заходів (фестиваль «Кофемолка», спільний виступ із Серьогою на RMA та «Золотому Грамофоні», хіп-хоп-фестиваль Splash! тощо). У 2008 році ST залишив лейбл KingRing. У 2007 році розпочинав активну співпрацю з першим у Росії хіп-хоп-агентством Phlatline. У жовтні того ж року спільно зі звукозаписною компанією «Моноліт» артист випустив свій дебютний альбом « Сто из ста».
Альбом приніс ST ще більше популярності, він став почесним гостем у престижних клубах столиці (B-Club, СПЕКА, R&B cafe, Black October DJ Bar, Diamond Hall, Bar Fly), почав брати участь у різноманітних масових заходах та музичних преміях.
За підтримки Phlatline було знято багато кліпів ST, які виходили в ефір таких відомих телеканалів, як A-One, RU. TV, Music Box, " Муз-ТВ " та MTV. Одним із найвідоміших його кліпів того часу став кліп на пісню «Питер-Москва», також на його рахунку кліпи «BEEF», «Respect», «Влюбиться», «We Made It Remix» та «В твоём доме». З репером Guf записав треки «По-другому», «Статья», «Ну чё?», які, відповідно, потрапили на три номерні альбоми ST. Відеокліп, що вийшов у 2009 році на пісню «По-другому», був приурочений до дня народження обох виконавців, — обидва народилися 23 вересня, але Долматов на дев'ять років старший за Степанова.
11 лютого 2010 року пройшли зйомки відеокліпу ST на трек «Девочка с периферии» з альбому " На100ящий ". Трек спродюсував Nel із гурту " Marselle ", а співачка Олександра Стрєльцова, яка виконала приспів, зіграла головну героїню кліпу. «Девочка с периферии» увійшов до трек-листу другого альбому ST «На100ящий». Режисером кліпу виступив Сарік Андреасян, який зняв фільми «Лопухи» та сучасний сіквел «Службового роману».

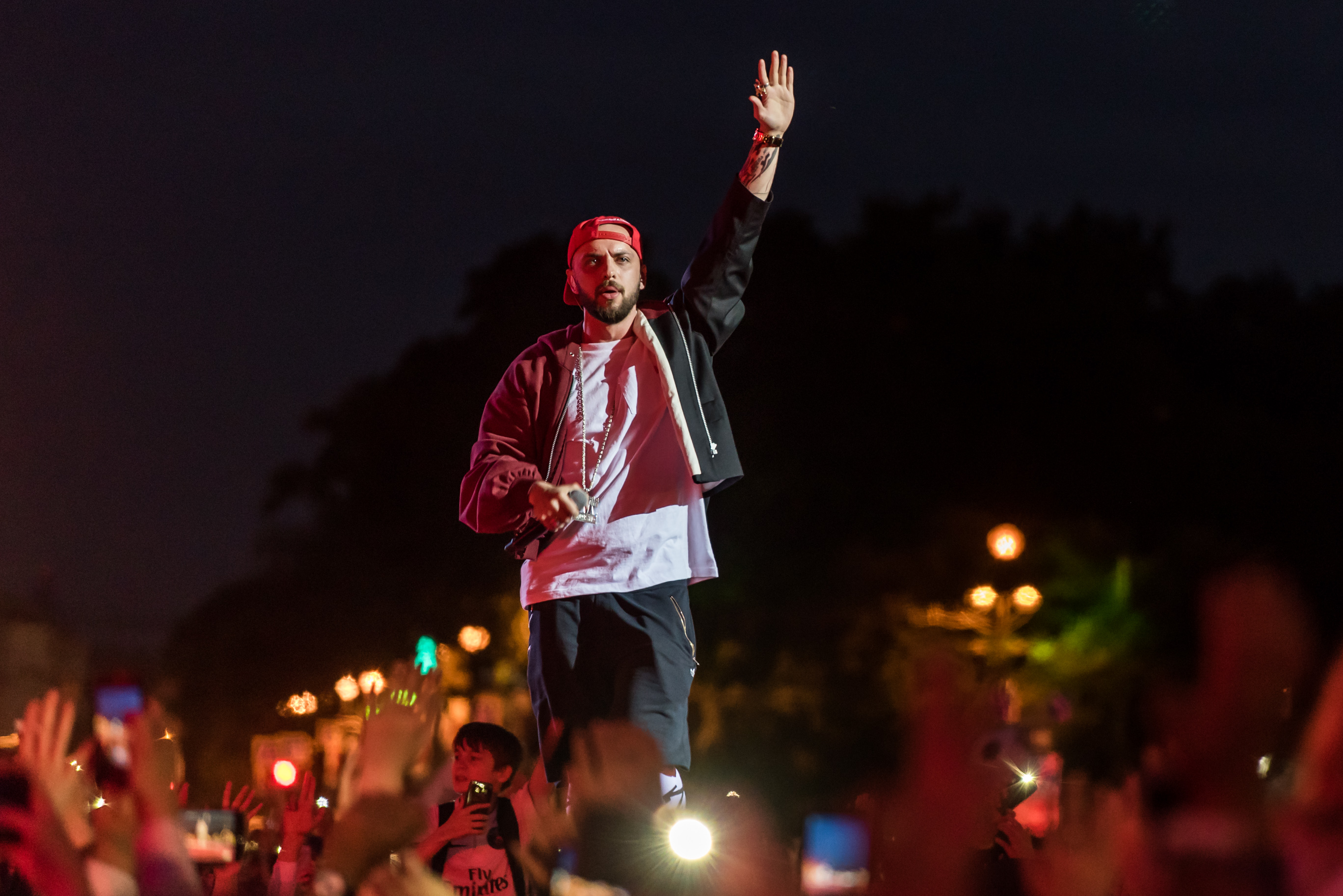
ST на Алих вітрилах 2018

31 березня 2011 року ST залишив лейбл Phlatline разом з виконавцями Marselle та DJ Booch.
У 2012 році ST розпочав співпрацю з ТОВ «Універсам Культури». Влітку в Лос-Анджелесі було знято кліп на трек Rap'N'Roll. Знімальним процесом взялися керувати Motion Family. «Rap'N'Roll» — перший сингл з третього студійного альбому реп-виконавця ST під назвою «Пуленепробиваемый». 22 грудня 2012 року було випущено відеокліп до пісні «Иду ко дну». Пісня ще до екранізації викликала великий резонанс у хіп-хоп-спільноті. Відразу після релізу треку з'ясувалося, що кліп на нього вже знятий і перебуває в постпродакшні. Над відео працював продакшн-гурт 2rbina 2rista. Реліз альбому «Пуленепробиваемый» відбувся 5 березня 2013 року, а його презентація відбулася 9 березня.
23 вересня 2013 року, у свій день народження, ST виклав відеокліп на оновлену версію пісні «Beef», оригінал якої вийшов ще 2008 року. Наприкінці 2013 року Степанов припинив співпрацю з компанією Invisible Management.
В 2014 році ST взяв участь в інтернет-шоу Versus Battle. Випуск вийшов у мережу 9 березня 2014 року. Його опонентом став пітерський репер Гаррі Топор, який розгромив на цьому ж проєкті таких хіп-хоп-виконавців, як Billy Milligan, Czar та Noize MC. Поєдинок закінчився перемогою ST.
У 2016 році взяв участь у третьому сезоні інтернет-шоу Versus Battle. Його опонентом став відомий репер Oxxxymiron. Поєдинок закінчився перемогою Oxxxymiron. 2017 року зачитав куплети у кліпі угруповання Ленінград «Ч. П. Х.».

## Особисте життя
Дружина: Ассоль Васильєва (нар.. 13 серпня 1986, Твер) — модель, телеведуча.
12 березня 2020 року у шлюбі народилася донька, яку назвали Естель.

## «Битва за респект»
У 2008 році ST брав участь у реаліті-шоу «БіTV за респект» (Муз-ТВ), де став фіналістом Хіп-хоп телепроєкту.
- Відбірковий раунд Mad-a vs. ST (виграв)
- 1/4 фіналу, D.masta vs. ST (виграв)
- 1/2 фіналу, L'One vs. ST (виграв за глядацькими голосами)
- Фінал: Ант vs. ST (програв: 49 % у ST проти 51 % Анта)

## Участь у Versus Battle
- Versus #2: ST VS Гаррі Сокира 2-й сезон, 9 березня 2014 року (перемога ST — 2:1).
- Versus All Stars: ST VS D.Masta (міжсезоння, 9 листопада 2014 року) (перемога ST).
- Versus #5: Oxxxymiron VS ST (3-й сезон, 19 червня 2016) (поразка ST — 0:3).

## Дискографія
- 2008 — «Сто из ста»
- 2011 — «На100ящий»
- 2013 — «Пуленепробиваемый»
- 2015 — «Почерк»
- 2019 — «Поэт»[7]
- 2019 — «Поэт. Дуэт»
- 2021 — «Высотка»

## Фільмографія
| - 2009 — «Лопухи» - 2012 — «Няньки» - 2012 — «С новым годом, мамы!» - 2013 — «Любовь в большом городе 3» - 2017 — «Защитники» - 2017 — «Танцы насмерть» - 2022 — «Своя война. Шторм в пустыне» | - 2011 — «Вагітний» — Епізодична роль: хлопець, що курить, подумав, що зловив галюцинації - 2013 — «Однокласники.ru: НаCLICKай вдачу» — Епізодична роль: один з натовпу, що запускали собаку в парку на ракеті - 2014 — «ЦАО Фільм» — Камео - 2018 — «Еволюція Черепашок-ніндзя» — «Озвучування мультиплікаційного персонажа» — «Рафаель» |